# Vuelta a la Comunidad de Madrid 2008
Die 22. Vuelta a la Comunidad de Madrid war ein Straßenradrennen, dass vom 18. bis 20. Juli 2008 stattfand. Das Rennen wurde über drei Etappen und eine Distanz von 282,9 Kilometern ausgetragen. Das Rennen war Teil der UCI Europe Tour 2008 und dort in die Kategorie 2.1 eingestuft.
Sieger wurde der Ukrainer Oleh Tschuschda vor den beiden Spaniern Francisco Mancebo und Constantino Zaballa.

## Etappen
| Etappe    | Tag      | Start – Ziel                              | km    | Etappensieger          | Führender       |
| --------- | -------- | ----------------------------------------- | ----- | ---------------------- | --------------- |
| 1. Etappe | 18. Juli | Pinto – Pinto (EZF)                       | 21,2  | Rubén Plaza            | Rubén Plaza     |
| 2. Etappe | 19. Juli | San Agustín del Guadalix – Colmenar Viejo | 152,7 | Ángel Vicioso          | Oleh Tschuschda |
| 3. Etappe | 20. Juli | Madrid – Madrid                           | 109,0 | Manuel António Cardoso | Oleh Tschuschda |